# ФК Ордабаси
ФК Ордабаси (каз. Ordabasy Futbol Kluby) је казахстански фудбалски клуб из Шимкента који је основан 1998. године. Клуб је настао спајањем два клуба, Томириса и Жигера, и добио је име Достик које је носио до 2000. године. Клуб се такмичи у Премијер лиги Казахстана а највећи успех у историји клуба је освојен Куп 2011. и Суперкуп Казахстана 2012. године. Клуб је дебитовао у европским такмичењима у сезони 2012/13 против Јагодине.

## Успеси
- Куп Казахстана
  - Победник (2): 2011, 2022.

- Суперкуп Казахстана
  - Победник (1): 2012.

### ФК Ордабаси у европским такмичењима
| Сезона   | Такмичење   | Коло        | Клуб             | Дом. | Гост | Укупно |
| -------- | ----------- | ----------- | ---------------- | ---- | ---- | ------ |
| 2012/13. | Лига Европе | 1. коло кв. | Јагодина         | 0:0  | 1:0  | 1:0    |
| 2012/13. | Лига Европе | 2. коло кв. | Розенборг        | 1:2  | 2:2  | 3:4    |
| 2015/16. | Лига Европе | 1. коло кв. | Беитар Јерусалим | 0:0  | 1:2  | 1:2    |
| 2016/17. | Лига Европе | 1. коло кв. | Чукарички        | 3:3  | 0:3  | 3:6    |
| 2017/18. | Лига Европе | 1. коло кв. | Широки Бријег    | 0:0  | 0:2  | 0:2    |
| 2019/20. | Лига Европе | 1. коло кв. | Торпедо Кутаиси  | 1:0  | 2:0  | 3:0    |
| 2019/20. | Лига Европе | 2. коло кв. | Млада Болеслав   | 2:3  | 1:1  | 3:4    |
| 2020/21. | Лига Европе | 1. коло кв. | Ботошани         | 1:2  | Н/Д  | 1:2    |